# Halcones de Saltillo
Club de Fútbol Halcones de Saltillo ist ein ehemaliger Fußballverein aus Saltillo, der Hauptstadt des mexikanischen Bundesstaates Coahuila. 

## Geschichte
Die Halcones waren der erste Verein der Stadt, der im Profifußball vertreten war, auch wenn sein Aufenthalt in der damals noch zweitklassigen Segunda División auf zwei Spielzeiten (1974/75 und 1975/76) beschränkt blieb. Denn nach nur zweijähriger Zweitligazugehörigkeit veräußerte der Verein seine Lizenz an die Jaguares de Colima.
Der nicht mehr bestehende Verein ist weder verwandt noch identisch mit den später unter derselben Bezeichnung gegründeten Halcones de Saltillo, die zuletzt in der Saison 2010/11 in Gruppe XIII der viertklassigen Tercera División vertreten waren.